# 国际博览中心站
国际博览中心站（曾用名：体育会展站）是厦门轨道交通3号线的地铁车站，位于中华人民共和国福建省厦门市翔安区五营山路地下。本站于2023年3月17日至26日临时开通，后于同年6月25日正式启用8月15日更名为国际博览中心站。

## 车站结构
本站为地下二层岛式车站。
| 地面层   | 出入口                               | 出入口                         |
| 地下一层 | 站厅                                 | 票务服务、客服中心、进出站闸机 |
| 地下二层 | 西行                                 | 3 往廈門火車站方向 （五緣灣）  |
| 地下二层 | 岛式站台，列车运行方向左侧的车门开启 |                                |
| 地下二层 | 東行                                 | 3 往蔡厝方向 （東界）          |

## 出入口
本站设1、2、4号（共3个）出入口。
|                           |            |                                        |                                      |
| 编号                      | 设施       | 出口指示                               | 建议前往的目的地                     |
| 1                         |            |                                        | （暂未开通）                         |
| 2                         |            |                                        |                                      |
| 4                         | 升降机标志 | 厦门国际博览中心，厦门奥林匹克体育中心 | 白鹭体育场、白海豚游泳馆、凤凰体育馆 |
| 註： 設有 \| 設有扶手電梯 |            |                                        |                                      |